# Elias Sarkis
Elias Youssef Sarkis (20 tháng 7 năm 1924 – 27 tháng 6 năm 1985) (tiếng Ả Rập: إلياس سركيس) là luật sư và là tổng thống thứ sáu của Liban, tại nhiệm từ năm 1976 đến năm 1982.

## Thiếu thời và giáo dục
Elias Sarkis sinh ra ở Shbaniyeh ngày 20 tháng 7 năm 1924, một ngôi làng có người Hồi giáo và Kitô giáo sống chung, trong một gia đình làm nghề bán hàng. Gia đình ông theo đạo Công giáo dòng Maronite.
Sarkis theo học tại trường Shbaniyeh School và Frères School ở Beirut. Ông làm nhân viên bán hàng bên cạnh đường sắt suốt thời gian học đại học, sau đó ông tốt nghiệp ngành luật tại đại học Saint Joseph năm 1948.

## Sự nghiệp chính trị
Sau khi tốt nghiệp, Sarkis làm luật sư trong ba năm. Tiếp đó, ông ủng hộ chỉ huy quân đội Fuad Chehab trong cuộc bầu cử tổng thống năm 1958. Sarkis từng làm thẩm phán ở một tòa án, và sau đó ông là người phát ngôn của văn phòng tổng thống cộng hòa năm 1953. Rồi ông được bổ nhiệm vào chức thống đốc ngân hàng trung ương Liban năm 1968, nhiệm kỳ của ông kéo dài 9 năm. Ông được bổ nhiệm bởi tổng thống Charles Helou, yêu cầu ông tổ chức lại hệ thống ngân hàng Liban sau cuộc khủng hoảng ngân hàng Intra năm 1968.

## Tổng thống
Sarkis ứng cử tổng thống năm 1970 và dự kiến sẽ chiến thắng, nhưng ông đã bị Suleiman Frangieh đánh bại chỉ sau một cuộc bỏ phiếu duy nhất.
Tuy nhiên, Sarkis đã được bầu làm tổng thống sáu năm sau đó, sau khi nhiệm kỳ của Suleiman Frangieh kết thúc, vào ngày 8 tháng 5 năm 1976, trong khi nội chiến Liban đang diễn ra. Việc ông được bầu làm tổng thống được cho là có sức ép của người Syria. Có thể vì ông là một ứng cử viên ủng hộ Damascus và thân với Hafez al-Assad.
Cuộc bầu cử được tổ chức tại Esseily Villa, một tòa nhà ở phía Đông Nam Beirut, giống như Lâu đài Versailles, vì tòa nhà nghị viện được cho là không an toàn vì các cuộc tấn công. 66 nghị sĩ đã bầu ông làm tổng thống vào ngày 8 tháng 5 năm 1976. Mặt khác, 29 nghị sĩ khác đã tẩy chay cuộc bầu cử. Các nghị sĩ này nằm trong các nhóm cánh tả và ủng hộ Palestine. Lễ tuyên thệ nhậm chức của ông không còn được tổ chức ở nghị viện mà buộc ông phải tuyên thệ tại một khách sạn ở thành phố phía Đông Shtaura, cách Beirut 25 dặm. Sarkis chuyển tới văn phòng của mình và chính thức nhận chức vụ ngày 23 tháng 9 năm 1976, sau khi cựu tổng thống Suleiman Frangieh chấp nhận từ bỏ quyền hành. Sarkis chỉ định Selim Hoss làm thủ tướng tháng 12 năm 1976.
Khi ông làm tổng thống, ông không thể tạo ra sự ổn định giữa các phe phái Thiên Chúa giáo và các phe phái Hồi giáo. Ngoài ra, sức mạnh của quân du kích Palestine ở Liban gây ra hai vụ tấn công Israel với quy mô lớn vào năm 1978 và 1982. Nhiều đảng và tổ chức cánh tả theo chủ nghĩa dân tộc đã hợp lại thành Phong trào Quốc gia Liban (LNM) do Kamal Jumblatt đứng đầu vào năm 1976. Các lực lượng bảo thủ do Đảng Kataeb dẫn đầu cũng đã thành lập một khối khác là Mặt trận Liban. Tổng thống Sarkis đã tìm nhiều cách để tìm một giải pháp hòa giải cho cuộc xung đột, nhưng tất cả đều không thành công. Bởi vì hai nhóm này có mục tiêu riêng của nó. Mặt trận Liban đã dần dần củng cố vị thế của nó, chờ đợi sự thuận lợi để lãnh đạo đất nước theo ý riêng của mình. Còn LNM thì quá phụ thuộc vào người Palestine và không thể bắt đầu quá trình đàm phán chính trị để kết thúc nội chiến. Tháng 11 năm 1976, Sarkis muốn đưa các chính trị gia người Druze như Kamal Jumblatt vào nội các của mình. Tuy nhiên, Hafez Assad đã phản đối do sự phản đối rõ ràng của Jumblatt đối với việc tăng ảnh hưởng của Syria tại Liban.
Ngày 5 tháng 3 năm 1980, Sarkis đã phát triển chính sách của ông trong nỗ lực tạo ra đồng thuận quốc gia: thống nhất, độc lập, dân chủ nghị viện, phản đối hiệp định Camp David giữa Ai Cập và Israel. Tháng 6 năm 1980, thủ tướng Selim Hoss từ chức vì cho rằng ông không có khả năng tạo ra hòa bình ở Liban. Sau đó, Sarkis đã bổ nhiệm Shafik Wazzan làm thủ tướng mới. Ông Sarkis được cho rằng đang nắm quyền nhưng không có quyền hạn gì do sự ảnh hưởng của chính quyền Syria lên ông.
Ngay trước ông khi kết thúc nhiệm kỳ vào năm 1982, Israel xâm chiếm miền Nam Liban trong chiến tranh Liban 1982 và nhanh chóng tiến lên vùng ngoại ô Beirut. Sarkis đã triển khai lực lượng bảo vệ hòa bình của Liên Hợp Quốc với sự tham gia của Hoa Kỳ, Anh, Pháp và Ý ở Beirut sau khi Israel xâm lược Liban để tiêu diệt Tổ chức Giải phóng Palestine năm 1982. Thêm vào đó, Sarkis thành lập một ủy ban khẩn cấp nhằm ứng phó với quân xâm lược Israel. Các thành viên của ủy ban gồm lãnh đạo phong trào Amal, Nabih Berri, và các nhà lãnh đạo Thiên Chúa giáo cứng rắn như Bachir Gemayel. Nó gây chia rẽ phong trào Amal, như việc Hussein Musawi rời Amal để chống lại Berri và thành lập Hồi giáo Amal sau sự kiện này.
Sarkis được người dân Liban ủng hộ trong suốt nhiệm kỳ nhưng các nhà phê bình cho rằng ông thiếu quyết đoán. Tuy nhiên, ông được coi là thân Syria, không phải liên minh Hồi giáo-Palestine. Đó là lý do 29 nghị sĩ đã tẩy chay việc ông trở thành tổng thống.

## Hậu tổng thống
Kế nhiệm ông là Bachir Gemayel, người đã chiến thắng với 77 phiếu bầu trong cuộc bầu cử ngày 21 tháng 8 năm 1982. Nhưng Bachir đã bị ám sát 21 ngày trước khi nhậm chức. Amine Gemayel, anh trai của Bachir đã được bầu làm tổng thống sau đó, và nhiệm kỳ của ông kết thúc ngày 23 tháng 9 năm 1982.

## Qua đời
Sarkis qua đời ở Paris vì ung thư vào ngày 27 tháng 6 năm 1985, thọ 60 tuổi. Linh cữu của ông sau đó được đưa về Liban. Tổng thống Amine Gemayel đã đến đám tang của ông vào ngày 29 tháng 6 năm 1985. Cũng có một phái đoàn Syria đến dự lễ tang của ông. Ông được an táng tại quê nhà của ông, Shbaniyeh.